# Romà Sol i Clot
Romà Sol i Clot (Lleida, 12 de novembre de 1927 - 20 de novembre de 2009) fou un advocat i estudiós català.

## Biografia
Fill de Josep Sol Ballespí i net de Romà Sol Mestre, fou el darrer membre d’una nissaga molt important en la vida política i cultural de la Lleida contemporània.
L'any 1949-50 es llicencià en Dret per la Universitat de Barcelona. Va desenvolupar la seva tasca professional a la seva ciutat natal, Lleida.
Al llarg dels anys ocupà diversos càrrecs: secretari de la Junta Provincial de Formació Professional (1958-1971); president del Cercle de Belles Arts de Lleida (1963-1972); vicepresident de l'Assemblea Provincial de la Creu Roja Espanyola de Lleida (1972-1987); conseller de l'Institut d'Estudis Ilerdencs i membre de la seva Junta Rectora (1995-1997 i 1999-2001).
Publicà els llibres 150 años de premsa en Lérida (1964) i Quatre polítics lleidatans (1987) i, amb la seva esposa, la historiadora Carme Torres i Graell: Lleida i el fet nacional català: 1978-1911 (1978); Lleida en temps de la Mancomunitat de Catalunya (1913-1924); Els Camps Elisis de Lleida: 1864-1938; La Impremta de Lleida: segles XV-XIX; La parròquia de Sant Joan Baptista de Lleida: petjades d'espiritualitat, entre d'altres. A més, també col·laborà periòdicament en mitjans de comunicació de la ciutat: Segre, Diari de Lleida, La Mañana, Ràdio Lleida, Ràdio Popular de Lleida, etc.
La seva nodrida biblioteca i l'arxiu especialitzat en publicacions periòdiques i documentació diversa dels segles xix i xx sempre han estat oberts, des de Lleida, a la consulta pública, de manera desinteressada i amb voluntat de servei, raó per la qual li fou atorgada el 2003 la Creu de Sant Jordi. També va rebre la Medalla d'Or de la Universitat de Lleida (2004) i la Medalla d'Or de la Paeria al mèrit cultural (2005).
El fons del matrimoni Sol Torres està dipositat a la Universitat de Lleida i conté 5.739 monografies modernes i 1.391 de fons antic (a partir de l'any 1567), 4.300 opuscles, 217 romanços i 618 goigs, i 1.200 títols de publicacions periòdiques (corresponents a 11.844 exemplars), que abasten números des del segle XIX a l’actualitat.

## Obres[6]
- Lleida i el fet nacional català (1878-1911) (1978)
- Quatre polítics lleidatans (1987)
- Lleida en el temps de la Mancomunitat de Catalunya: (1913-1924) (1989)
- El pont de Lleida: una història en imatges (1993)
- La mare Esperança González i la dona marginada (1995)
- Els Camps Elisis de Lleida, 1864-1938 (1996)
- Crònica històrica de la parròquia de la Mare de Déu del Pilar de Lleida (1973-2003) (2003)